# Исаев, Иван Дмитриевич
Ива́н Дми́триевич Иса́ев (28 декабря 1922 года, Москва — 6 января 1998 года, Феодосия) — полный кавалер ордена Славы.

## Биография
Исаев Иван Дмитриевич родился 28 декабря 1922 года в Москве, в семье рабочего. Русский.  Рано осиротел. Воспитывался в детском доме Истринского района Московской области. Окончил 6 классов школы в 1936 году, школу фабрично-заводского обучения при заводе «Комсомолец» в городе Егорьевск Московской области в 1938 году. Работал строгальщиком на этом же заводе.

- август 1941 — мобилизован в ряды Красной Армии.
- 25 июня 1944 г. — Разведчик 156-го гвардии стрелкового полка (51-я гвардии стрелковая дивизия, 6-я гвардейская армия, 1-й Прибалтийский фронт) гвардии ефрейтор Исаев 25.6.1944 г. под деревней Поречье (Шумилинский район Витебской области) огнём из ручного пулемёта надёжно прикрыл переправу через реку Западная Двина группы бойцов, затем сам преодолел водную преграду и активно участвовал в захвате 3 «языков».
- 16 августа 1944 г. награждён орденом Славы 3 степени.
- 30 августа 1944 г. — близ населённого пункта Стельмаки (9 км северо-восточнее г. Круопяй, Литва) первым ворвался во вражеские окопы, в рукопашной схватке ликвидировал 2 гитлеровцев и обеспечил успешный отход группы захвата с пленённым фашистом.

- 30 сентября 1944 г. — награждён орденом Славы 2 степени.
- 1944 — член КПСС.
- В ночь на 7 января 1945 г. гвардии ефрейтор Исаев в районе населённого пункта Стэпини (Латвия) внезапно напал на одного из вражеских солдат, обезоружил его и доставил в часть. Всего за время действий в разведке он захватил 13 «языков».
- 24 марта 1945 г. — награждён орденом Славы 1 степени.

### После войны
- 1945 г. — старшина Исаев демобилизован. Инвалид Отечественной войны 1 группы[2].
- Проживал в Москве,
  - работал слесарем механосборочных работ в НИИ электротехники.
- 1994 г. — переехал в Феодосию.

Скончался в 1998 году. Похоронен на городском кладбище Феодосии.

### Награды
Иван Дмитриевич Исаев — полный кавалер ордена Славы.

Также был награждён орденами Отечественной войны 1 степени, Красной Звезды, медалями За оборону Сталинграда и За победу над Германией.